# 梅津
65°51′N 44°14′E / 65.850°N 44.233°E
梅津（俄语：Мезень）是俄羅斯阿爾漢格爾斯克州的一個城鎮，位於梅津河河口附近。2002年人口為3,863人。有機場。